# M101 (гаубиця)
Гаубиця M101A1 (попередня назва M2A1) — артилерійська установка, яка розроблена в США та використовується близько 40 країнами. Це була стандартна американська легка польова гаубиця у Другій світовій війні, вона використовувалася як на європейському, так і на тихоокеанському театрах бойових дій, а також під час Корейської війни. Після початку виробництва в 1941 році, вона швидко завоювала репутацію завдяки точності та потужному удару. M101A1 стріляє боєприпасами калібру 105 мм і має радіус дії 11 270 м, що робить її придатною для підтримки піхоти.
Для стрільби застосовуються осколково-фугасні, бронебійні, пристрілювальні, касетні осколкові та димові снаряди.
Всі ці якості зброї, а також її широке виробництво зумовили її прийняття на озброєння багатьма країнами після війни. Її тип боєприпасів також став стандартом для пізніших моделей багатьох країн.

## Варіанти
- M1920 — прототип[1]
- M1925E — прототип[1]
- T2 прототип, стандартизований як M1[1]
- M2 (1934) — незначні зміни в патроннику, щоб дозволити використання фіксованих боєприпасів[1]
- M2A1 (1940) — модифіковане казенне кільце[2]
- M3 — легка гаубиця, з укороченим стволом 69 см
- T8 прототип (стандартизований як 105 мм гаубиця М4 у вересні 1943 р.) — встановлений на машині варіант із модифікованим казенником і циліндричною поверхнею віддачі.[3]
- M101 — повоєнне позначення М2А1 на лафеті М2А1
- M101A1 — повоєнне позначення М2А1 на лафеті М2А2
- M2A1 — модернізований варіант Yugoimport SDPR[en] з максимальною дальністю 18,1 км і скорострільністю 8 постр./хв.[4]
- C3 — канадський C1 (M2A1) з подовженим стволом 33-го калібру
- KM101A1 — південно-корейський M101A1, 1977
- KH178 — південно-корейський варіант, зі стволом 38 калібру, 1983
- XM124 & XM124E1 — легка допоміжна самохідна гаубиця, прототип (1962—1965), виготовлена компанією Sundstrand Aviation Corporation, яка додала систему допоміжного приводу для маневреності на місцевості.
- M2A2 — допоміжна самохідна гаубиця Terra Star, прототип (1969—1977), компанія Lockheed Aircraft Service Company додала до лафета M2A2 105 мм систему допоміжного приводу та трипроменеву колісну систему. Легка гаубиця для забезпечення маневреності на місцевості. Останній збережений примірник знаходиться в музеї Рок-Айленд Арсенал.

## Галерея

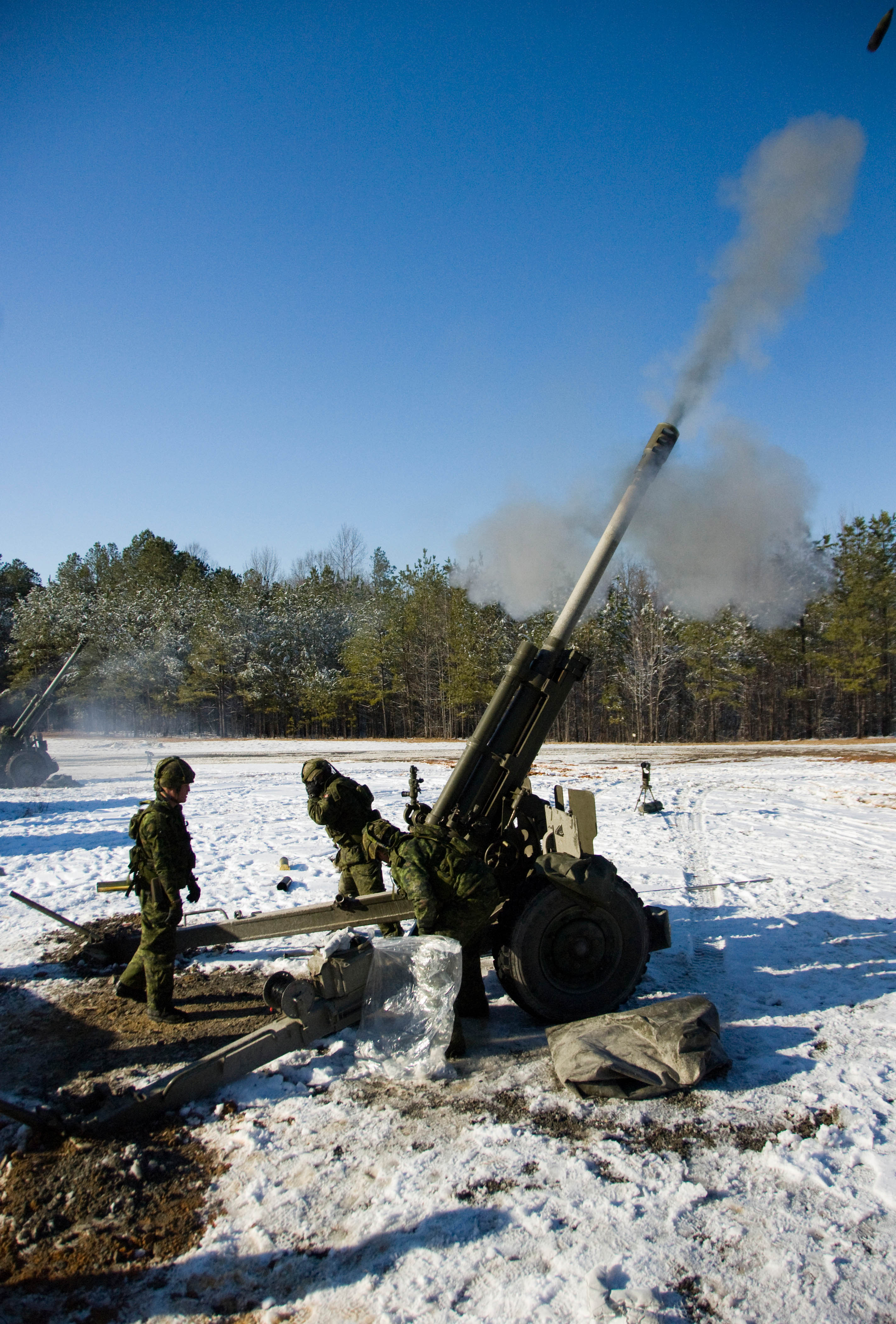
Канадські солдати стріляють фугасним снарядом з гаубиці C3 в 2009 році.
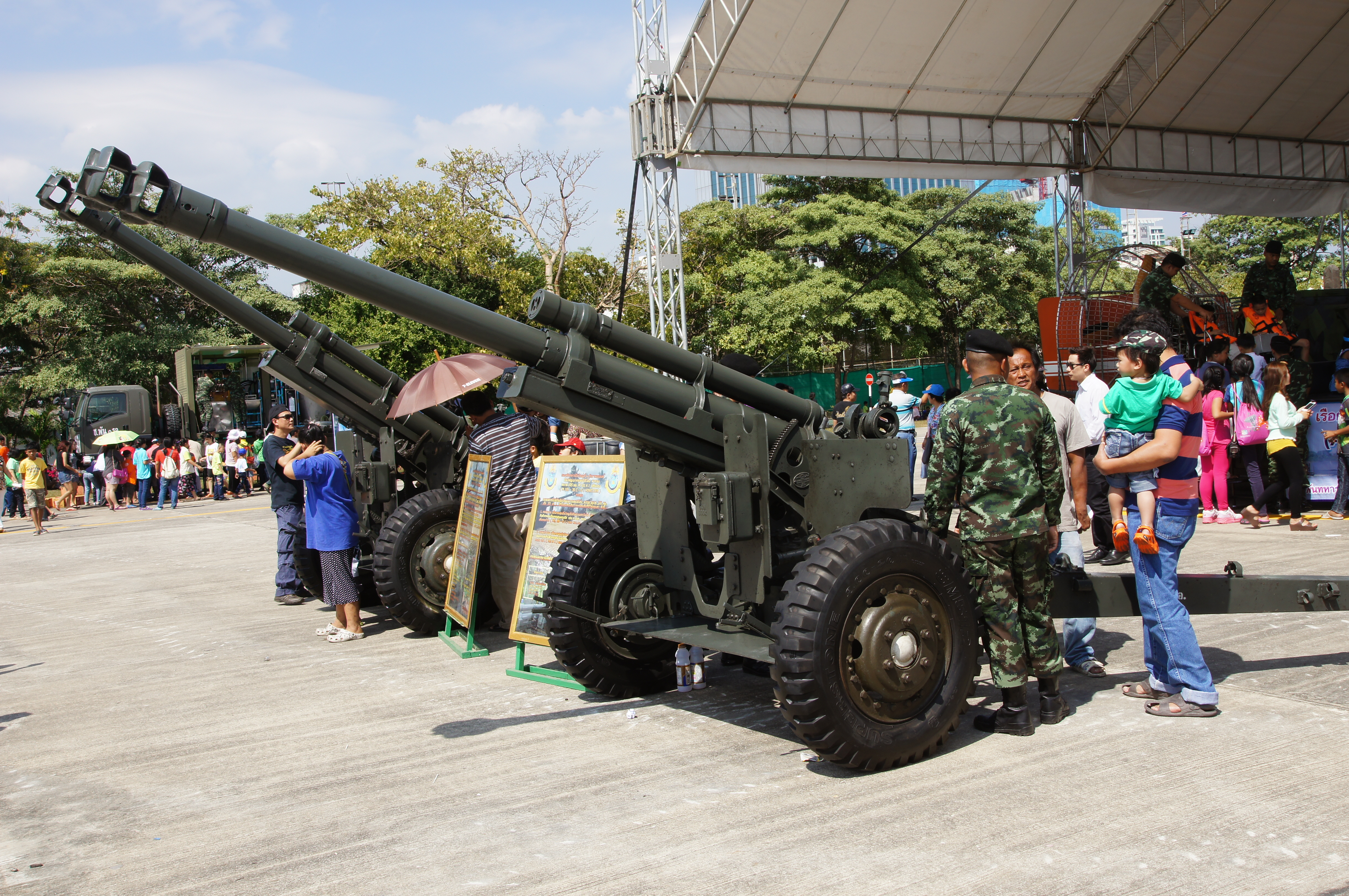
Королівська тайська армія з новою гаубицею M101
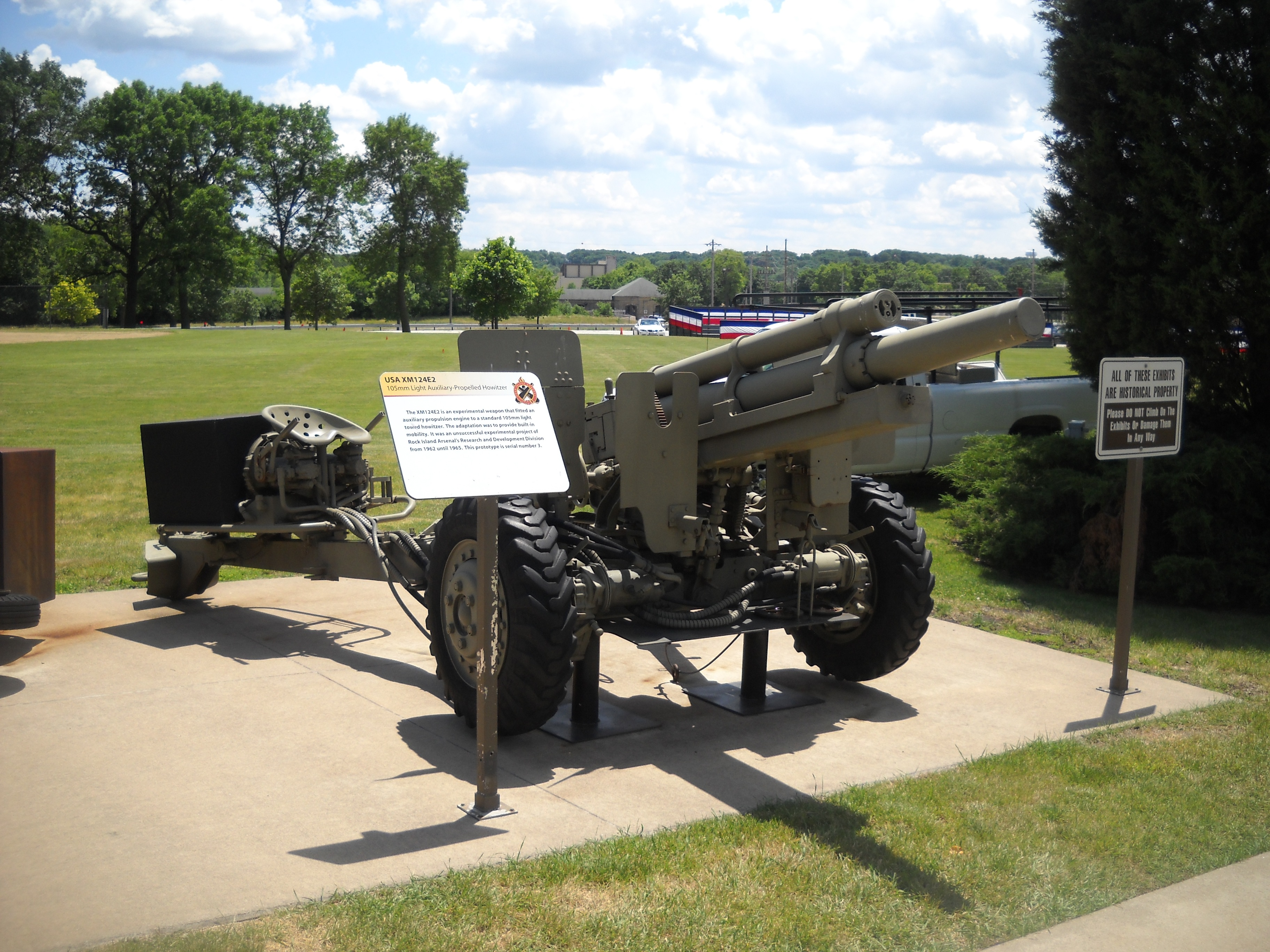
Легка допоміжна 105 мм гаубиця XM124E2 у музеї Рок-Айленд Арсенал
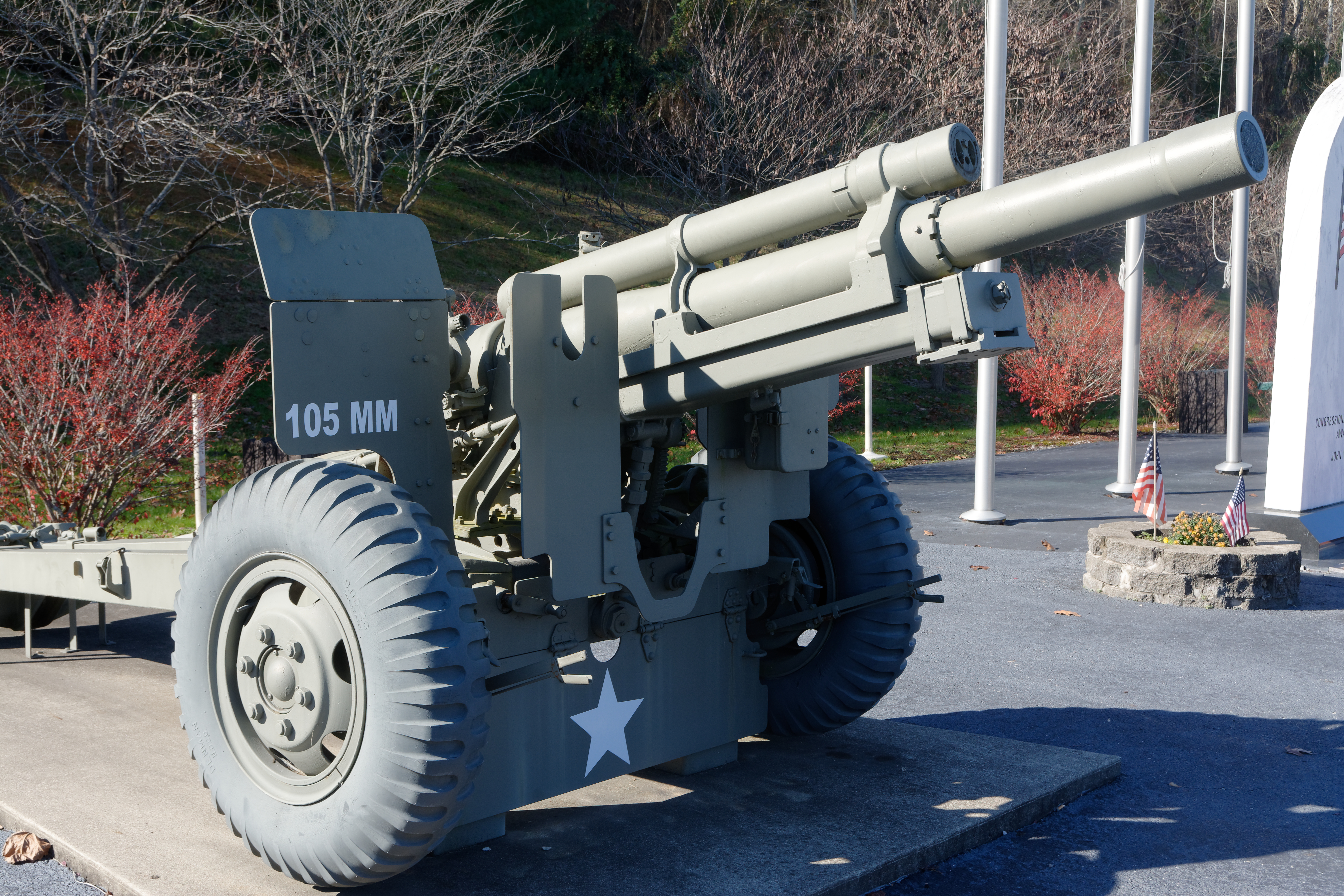
Грінап, Кентукі, США

## Оператори

### Україна
В вересні 2022 року Міністерство оборони Литви оголосило про передачу цих гаубиць Україні.
28 серпня 2023 року M101 було офіційно прийнято на озброєння Збройних Сил України.